# Ватрослав
Ватрослав је мушко име словенског порекла. Највише је заступљено у Хрватској. Значење имена долази од именице ватра и слава.
Име Ватрослав неки сматрају преводом превод грчког имена “Игнатиос” и приписују му настанак током 19. века.

## Популарност
Ватрослав је међу првих петсто мушких имена у Хрватској.

## Познате личности
- Ватрослав Лисински, композитор (XIX век)
- Ватрослав Јагић, слависта (XIX-XX век)
- Ватрослав Мимица,  филмски редитељ (XX век)
- Ватрослав Кулиш, сликар (XX век)
- Ватрослав Рожић, филолог (XIX-XX век)